# Последната Коледа
„Последната Коледа“ (на английски: Last Christmas) е романтична комедия от 2019 г. на режисьора Пол Фийг, по сценарий на Брайъни Къмингс, Ема Томпсън, която написа сценария със съпруга си Грег Уайз. Преименуван след едноименната песен от 1984 г., и е вдъхновен от музиката на Джордж Майкъл и Уам!. Във филма участват Емилия Кларк, Хенри Голдинг, Мишел Йео и Ема Томпсън.
Премиерата на „Последната Коледа“ е в Съединените щати на 8 ноември 2019 г. и във Великобритания на 15 ноември 2019 г. от „Юнивърсъл Пикчърс“.